# KFF Mitrovica
Le KFF Mitrovica (en entier : Klubi Futbollistik për Femra Mitrovica) est un club kosovar féminin de football basé à Mitrovica. Le club évolue en championnat du Kosovo et est le plus titré du pays.

## Histoire
En 2018, le KFF Mitrovica remporte le premier titre de champion du Kosovo de son histoire.Le club participe donc à la phase de qualifications de la Ligue des Champions, et est éliminé avec 3 défaites en 3 matches. Après un nouveau titre en 2019, le club remporte cette fois ses 3 matches de qualifications et atteint les seizièmes de finales. C'est la première fois qu'un club kosovar, masculin ou féminin, atteint les seizièmes de finale de Ligue des Champions. Mitrovica bute alors contre le VfL Wolfsburg, futur finaliste de la compétition. En 2020, le club est sacré pour la troisième fois au Kosovo, et est éliminé en qualifications de Ligue des Champions par le SKN Sankt Pölten. Les internationales sud-africaines Andisiwe Mgcoyi et Zanele Nhlapo arrivent à Mitrovica en provenance du club albanais de Apolonia Fier.
Le KFF Mitrovica est le seul club féminin professionnel du Kosovo.

## Palmarès
- Championnat du Kosovo  (6): 
  - Champion : 2017-2018, 2018-2019, 2019-2020, 2020-2021, 2023-2024, 2024-2025

- Coupe du Kosovo  (7): 
  - Vainqueur : 2017-2018, 2018-2019, 2019-2020, 2020-2021, 2021-2022, 2022-2023, 2023-2024
  - Finaliste : 2015-2016